# Henrieta Nagyová
Henrieta Nagyová (* 15. prosince 1978, Nové Zámky, Československo) je bývalá slovenská profesionální tenistka, která profesionální tenisovou kariéru začala v roce 1994.
Nejvýše klasifikovaná na žebříčku WTA ve dvouhře byla na 21. místě (17. září 2001).
V posledních letech hraní došlo k poklesu její výkonnosti vlivem stálých zranění, což se projevilo na propadu v žebříčkovém hodnocení. Na konci roku 2005 se posunula výše na 145. místo, ale následně se opět propadla za 200. pořadí. V roce 2006 ukončila svou kariéru.
Na okruhu WTA vyhrála 9 turnajů ve dvouhře (a 9 ITF) a 4 turnaje ve čtyřhře (a 5 ITF). Reprezentovala Slovensko na LOH 2000 v Sydney. V roce 2002 byla členkou vítězného slovenského družstva ve Fed Cupu.

## Vítězství

### Dvouhra
| Legenda                |
| Grand Slam (0)         |
| Tour Championships (0) |
| Tier I (0)             |
| Tier II (0)            |
| Tier III (2)           |
| Tier IV-V (7)          |
| Okruh ITF (9)          |

| Číslo | Datum              | Turnaj                 | Povrch  | Finalistka             | Výsledek      |
| 1.    | 17. července 1994  | Olsztyn, Polsko        | antuka  | Magdalena Grzybowska   | 6–4, 2–6, 6–4 |
| 2.    | 25. září 1994      | Poreč, Chorvatsko      | antuka  | Sylva Nesvadbová       | 6–1, 1–6, 6–1 |
| 3.    | 21. května 1995    | Bordeaux, Francie      | antuka  | Erika de Lone          | 6–1, 6–3      |
| 4.    | 3. září 1995       | Atény, Řecko           | antuka  | Patty Schnyderová      | 6–2, 6–0      |
| 5.    | 18. února 1996     | Cali, Kolumbie         | antuka  | Christina Papadakiová  | 6–2, 7–6      |
| 6.    | 2. září 1996       | Bratislava, Slovensko  | antuka  | Patty Schnyderová      | 6–0, 6–4      |
| 7.    | 22. září 1996      | Varšava, Polsko        | antuka  | Barbara Paulusová      | 3–6, 6–2, 6–1 |
| 8.    | 17. srpen 1997     | Bratislava, Slovensko  | antuka  | Gala Leon Garcia       | 6–4, 6–0      |
| 9.    | 23. listopad 1997  | Pattaya, Thajsko       | tvrdý   | Dominique Van Roostová | 7–5, 6–7, 7–5 |
| 10.   | 2. srpen 1998      | Sopoty, Polsko         | antuka  | Jelena Wagnerová       | 6–3, 5–7, 6–1 |
| 11.   | 9. srpen 1998      | Istanbul, Turecko      | tvrdý   | Olga Barabanščiková    | 6–4, 3–6, 7–6 |
| 12.   | 14. února 1999     | Prostějov, Česko       | koberec | Silvia Farina Elia     | 7–6, 6–4      |
| 13.   | 14. květen 2000    | Varšava, Polsko        | antuka  | Amanda Hopmansová      | 2–6, 6–4, 7–5 |
| 14.   | 16. července 2000  | Palermo, Itálie        | antuka  | Pavlina Nolaová        | 6–3, 7–5      |
| 15.   | 12. listopadu 2000 | Kuala Lumpur, Malajsie | tvrdý   | Iva Majoliová          | 6–4, 6–2      |
| 16.   | 8. dubna 2001      | Boynton Beach, USA     | antuka  | Asa Carlssonová        | 3–6, 6–3, 6–1 |
| 17.   | 28. září 2003      | Biella, Itálie         | antuka  | Zsófia Gubacsi         | 6–3, 6–1      |
| 18.   | 9. listopadu 2003  | Pattaya, Thajsko       | tvrdý   | Ľubomíra Kurhajcová    | 6–4, 6–2      |

### Vítězství - čtyřhra (5)
1. Kuala Lumpur (spoluhráčka Sylvia Plischkeová), (1997)
2. Bol (spoluhráčka Laura Montalvo), (1997)
3. Bratislava (spoluhráčka Maja Matevžičová), (2002)
4. Varšava (spoluhráčka Jelena Kostanićová), (2002)
5. Dinan (spoluhráčka Klaudia Jansová), (2006)